# چورورو
چورورو (به اسپانیایی: Chururu) یک کوه در پرو است. چورورو ۵٬۰۱۰ متر بالاتر از سطح دریا واقع شده‌است.